# Road to Singapore
 Road to Singapore és una pel·lícula estatunidenca dirigida per Victor Schertzinger, estrenada el 1940.
 Road to Singapore  és la primera d'una llarga sèrie popular de set pel·lícules, amb els mateixos ingredients: humor guillat, aventures exòtiques, números musicals i tres estrelles de la Paramount Pictures, Bing Crosby, Bob Hope i Dorothy Lamour.

## Argument
Joshua Mallon V, ric hereu, és promés amb la bella Gloria Wycott. No aspirant més que a la llibertat, fuig de la seva vida daurada per partir a l'aventura en companyia del seu amic Ace Lannigan. Camí de Singapur, els dos còmplices es troben a l'illa de Kaigoon on s'instal·len i coneixen una artista de music-hall, Mima. Maltractada pel seu company d'escena Caesar, amb qui executa un perillós número al fuet, l'abandona i es refugia amb Josh i Ace per convertir-se en la seva majordoma. Els dos amics s'enamoren de Mima que reconeix estimar un d'ells però no vol revelar qui per no sembrar zitzània.
Però Joshua Mallon IV, que ha trobat el rastre del seu fill li ordena tornar amb ell. Accepta quan Mima li declara que li agrada Ace. Però Ace ha descobert que Mima estima Josh, i que havia mentit per no privar Josh de tots els seus béns.

## Repartiment
- Bing Crosby: Joshua 'Josh' Mallon V
- Bob Hope: Ace Lannigan
- Dorothy Lamour: Mima
- Charles Coburn: Joshua Mallon IV
- Judith Barrett: Gloria Wycott
- Anthony Quinn: Caesar
- Jerry Colonna: Achilles Bombanassa
- Pierre Watkin: Morgan Wycott
- Steve Pendleton: Gordon Wycott
- Johnny Arthur: Timothy Willow
- Miles Mander (no surt als crèdits): Sir Malcolm Drake

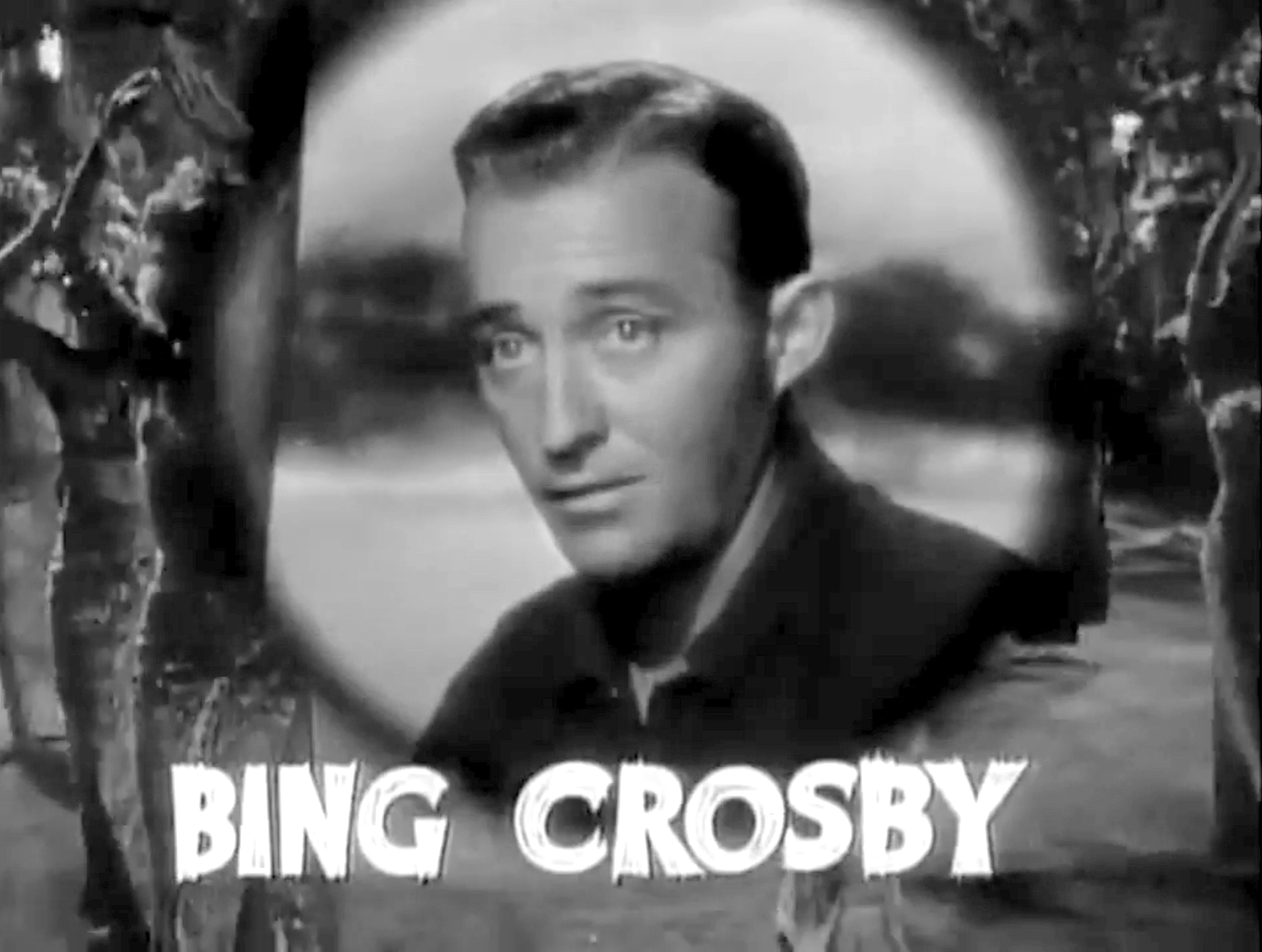
Bing Crosby
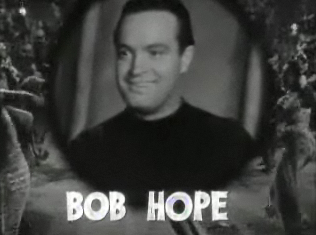
Bob Hope
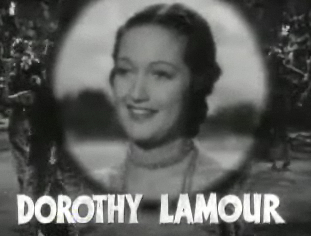
Dorothy Lamour
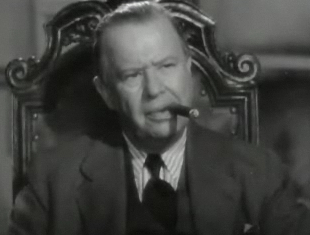
Charles Coburn
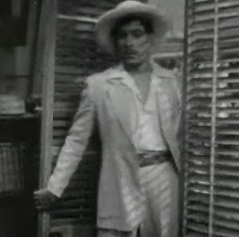
Anthony Quinn
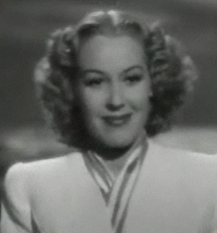
Judith Barrett
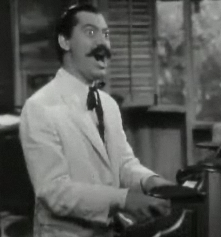
Jerry Colonna

## Cançons
- "Captain Custard"

Cantada per Bing Crosby i Bob Hope
Lletra: Johnny Burke - Música: Victor Schertzinger
- "The Moon and the Willow Tree"

Cantada per Dorothy Lamour
Lletra: Johnny Burke - Música: Victor Schertzinger
- "Sweet Potato Piper"

Actuació de Bing Crosby, Dorothy Lamour i Bob Hope
Lletra: Johnny Burke - Música: James V. Monaco
- "Too Romantic"

Cantada per Bing Crosby i Dorothy Lamour
Lletra: Johnny Burke - Música: James V. Monaco
- "Kaigoon"

Lletra: Johnny Burke - Música: James V. Monaco
Cor